# Upamaka
Upamaka est un village du district d'Anakapalli dans l'État d'Andhra Pradesh en Inde. 
Selon le recensement de l'Inde de 2011, la localité compte une population de 3 656 habitants.
Le village comprend un temps du VIe siècle, le Upamaka Venkateswara Swamy.